# Stieltjesintegral
In der Integralrechnung bezeichnet das Stieltjesintegral eine wesentliche Verallgemeinerung des Riemannintegrals oder eine Konkretisierung des Integralbegriffs von Lebesgue. Benannt wurde es nach dem niederländischen Mathematiker Thomas Jean Stieltjes (1856–1894). Das Stieltjesintegral, für den der Begriff des Integrators grundlegend ist, findet in einigen Gebieten der Wahrscheinlichkeitstheorie und Stochastik Anwendung.

## Das Riemann-Stieltjes-Integral für monotone Integratoren

Cantor-Funktion (10 Iterationen, stetig und monoton, aber nirgends mit positiver Ableitung differenzierbar)

Heaviside-Funktion (unstetig)

Es seien {\displaystyle a,b\in \mathbb {R} } mit {\displaystyle a<b} und {\displaystyle f,h\colon [a,b]\to \mathbb {R} } zwei Funktionen.
Dabei wird vorausgesetzt, dass {\displaystyle f}, der Integrand, beschränkt ist und {\displaystyle h}, der Integrator, (nicht notwendigerweise streng) monoton wächst. Das dazugehörige Riemann-Stieltjes-Integral von {\displaystyle f} bezüglich {\displaystyle h} auf dem Intervall {\displaystyle [a,b]} wird wie das Riemannintegral über feine Zerlegungen des Intervalls oder über Ober- und Untersummen (siehe dort) definiert. Jedoch lauten die Formeln für die Ober- und Untersumme bei Stieltjes-Integralen statt
{\displaystyle {\overline {S_{N}}}=\sum _{i=1}^{N}\sup {\Big \{}f(t):t\in [t_{i-1},t_{i}]{\Big \}}\cdot (t_{i}-t_{i-1})} (Obersumme) und
{\displaystyle {\underline {S_{N}}}=\sum _{i=1}^{N}\inf {\Big \{}f(t):t\in [t_{i-1},t_{i}]{\Big \}}\cdot (t_{i}-t_{i-1})} (Untersumme)
nun
{\displaystyle {\overline {S_{N}}}=\sum _{i=1}^{N}\sup {\Big \{}f(t):t\in [t_{i-1},t_{i}]{\Big \}}\cdot (h(t_{i})-h(t_{i-1}))}  (Stieltjes-Obersumme) und
{\displaystyle {\underline {S_{N}}}=\sum _{i=1}^{N}\inf {\Big \{}f(t):t\in [t_{i-1},t_{i}]{\Big \}}\cdot (h(t_{i})-h(t_{i-1}))} (Stieltjes-Untersumme).
Konvergieren Ober- und Untersumme gegen denselben Wert, so heißt {\displaystyle f\!\,} bezüglich {\displaystyle h\!\,} auf {\displaystyle [a,b]\!\,} Riemann-Stieltjes-integrierbar, und der gemeinsame Grenzwert wird als Wert des Integrals bezeichnet. Die Schreibweise hierfür ist
{\displaystyle \int _{a}^{b}f\,\mathrm {d} h\quad {\text{oder}}\quad \int _{a}^{b}f(t)\,\mathrm {d} h(t).}

Der Integrator {\displaystyle h} regelt also, wie stark {\displaystyle f} an verschiedenen Stellen gewichtet wird. Statt Integrator ist deshalb auch die Bezeichnung Gewichtsfunktion üblich. Offensichtlich kann das gewöhnliche Riemannintegral  als Spezialfall des Riemann-Stieltjes-Integrals mit {\displaystyle h(x)=x} für alle {\displaystyle x} (Identität) aufgefasst werden. Im Unterschied zum Riemann-Integral setzt man zwar standardmäßig voraus, dass die Integrandenfunktion {\displaystyle f(t)} stetig ist, die Integratorfunktion {\displaystyle h(t)} kann aber komplizierter sein:
Das Riemann-Stieltjes-Integral existiert z. B. bei stetiger Funktion {\displaystyle f} selbst mit der
Cantor-Funktion als Integrator {\displaystyle h} (das ist eine monoton von 0 auf 1 wachsende stetige Funktion, deren Ableitung fast überall 0 ist, nämlich bis auf eine überabzählbare Nullmenge). Es existiert sogar mit einer unstetigen, aber monotonen Sprungfunktion {\displaystyle h,} etwa für {\displaystyle h(t)=0} für  alle {\displaystyle t<0}, aber {\displaystyle h(t)=1} für {\displaystyle t\geq 0} (Heaviside-Funktion).

## Das Lebesgue-Stieltjes-Integral
Das Lebesgue-Stieltjes-Integral ist ein Spezialfall des Lebesgue-Integrals.
Hierbei wird über ein Borel-Maß {\displaystyle \mu } integriert, das im Fall des Lebesgue-Stieltjes-Integrals durch die monotone Funktion {\displaystyle h} definiert wird und im Folgenden mit {\displaystyle \mu _{h}} bezeichnet wird. Das Maß {\displaystyle \mu _{h}} ist festgelegt durch seine Werte auf Intervallen: 
{\displaystyle {\begin{aligned}\mu _{h}([x,y[)&=h(y-)-h(x-),\\\mu _{h}([x,y])&=h(y+)-h(x-),\\\mu _{h}(]x,y])&=h(y+)-h(x+)\end{aligned}}}
Hier bezeichnet {\displaystyle h(y-)} den linksseitigen und {\displaystyle h(y+)} den rechtsseitigen Grenzwert der Funktion {\displaystyle h} an der Stelle {\displaystyle y}. Ist {\displaystyle h} die Identität, so handelt es sich um das Lebesgue-Maß. 
Ist {\displaystyle f} bezüglich dieses Maßes {\displaystyle \mu _{h}} Lebesgue-integrierbar, so definiert man das zugehörige Lebesgue-Stieltjes-Integral als
{\displaystyle \int _{a}^{b}f\,\mathrm {d} h=\int _{a}^{b}f\,\mathrm {d} \mu _{h},}
wobei die rechte Seite als gewöhnliches Lebesgue-Integral aufzufassen ist.

## Nicht-monotone Integratoren
Für eine eingeschränkte Menge nicht monoton wachsender Integratoren kann das Stieltjes-Integral ebenfalls sinnvoll definiert werden, nämlich für solche mit endlicher Variation auf {\displaystyle [a,b]}. Funktionen endlicher Variation können nämlich stets als Differenz zweier monoton wachsender Funktionen dargestellt werden, also {\displaystyle h=h_{1}-h_{2}}, wobei {\displaystyle h_{1},h_{2}\colon [a,b]\to \mathbb {R} } monoton wachsend sind. Das zugehörige Stieltjes-Integral (wahlweise im Riemannschen oder Lebesgueschen Sinne) ist dann definiert als
{\displaystyle \int _{a}^{b}f\,\mathrm {d} h:=\int _{a}^{b}f\,\mathrm {d} h_{1}-\int _{a}^{b}f\,\mathrm {d} h_{2}}.
Es kann gezeigt werden, dass diese Definition sinnvoll, d. h. wohldefiniert (also unabhängig von der speziellen Wahl der Zerlegung) ist.

## Eigenschaften
- Wie das Riemann- und das Lebesgue-Integral ist auch das Stieltjes-Integral linear im Integranden:
{\displaystyle \int _{a}^{b}(\alpha f+\beta g)\,\mathrm {d} h=\alpha \int _{a}^{b}f\,\mathrm {d} h+\beta \int _{a}^{b}g\,\mathrm {d} h}

für Konstanten {\displaystyle \alpha ,\beta \in \mathbb {R} }, falls die betrachteten Integrale existieren.
- Weiterhin ist das Stieltjes-Integral auch linear im Integrator, also
{\displaystyle \int _{a}^{b}f\,\mathrm {d} (\alpha g+\beta h)=\alpha \int _{a}^{b}f\,\mathrm {d} g+\beta \int _{a}^{b}f\,\mathrm {d} h}

für Konstanten {\displaystyle \alpha ,\beta \in \mathbb {R} } und Funktionen {\displaystyle g,h} endlicher Variation.
- Das Integral ist invariant unter Translationen des Integrators, also
{\displaystyle \int _{a}^{b}f\,\mathrm {d} (h+c)=\int _{a}^{b}f\,\mathrm {d} h}

für Konstanten {\displaystyle c}.
- Treppenfunktionen als Integratoren: Ist {\displaystyle f} stetig und {\displaystyle h} eine Treppenfunktion, die in den Punkten {\displaystyle t_{1},\ldots ,t_{n}\in \,]a,b[} Sprünge der Höhe {\displaystyle \Delta h_{1},\ldots ,\Delta h_{n}\in \mathbb {R} } besitzt, so gilt
{\displaystyle \int _{a}^{b}f\,\mathrm {d} h=\sum _{i=1}^{n}f(t_{i})\Delta h_{i}.}

- Ist {\displaystyle h} stetig differenzierbar, so gilt
{\displaystyle \int _{a}^{b}f(x)\,\mathrm {d} h(x)=\int _{a}^{b}f(x)h'(x)\,\mathrm {d} x.}

(Im Lebesgueschen Sinne: {\displaystyle h\!\,'} ist die Dichte von {\displaystyle \mu _{h}}.)
- Ist {\displaystyle h} absolut stetig, so ist {\displaystyle h} fast überall differenzierbar, die Ableitung {\displaystyle h'} ist integrierbar und es gilt auch hier:
{\displaystyle \int _{a}^{b}f(x)\,\mathrm {d} h(x)=\int _{a}^{b}f(x)h'(x)\,\mathrm {d} x.}

- Für das Riemann-Stieltjes-Integral gilt folgende Regel zur partiellen Integration:[1]
{\displaystyle \int _{a}^{b}f(x)\,\mathrm {d} h(x)=f(b)h(b)-f(a)h(a)-\int _{a}^{b}h(x)\,\mathrm {d} f(x).}